# Pohyby
Pohyby je album české hudební skupiny Lucie z roku 1996. Album otvírá coververze písně Jaroslava Ježka Voskovce a Wericha „Klobouk ve křoví“, dále se na něm objevil především starší, do té doby nevydaný materiál.

## Seznam skladeb
- „Klobouk ve křoví“
- „Vodpal se mnou vejš“
- „Tlak mám“
- „Je to zlý“
- „Všechno ti dávám“
- „Holčička“
- „Pitva“
- „Tajný čísla“
- „Lucíja“
- „Fofrumpety“
- „Pohyby“
- „Seděla u vody“

## Sestava
- Michal Dvořák
- Lenka Dusilová
- Robert Kodym
- David Koller
- Marek Minárik